# 哈里森鎮區 (印地安納州韋爾斯縣)
哈里森鎮區是美國印地安納州韋爾斯縣的9個鎮區之一。截至2010年美國人口普查，其人口為8531，共3702住房。

## 歷史
哈里森鎮區於1838年成立。

## 地理
根據2010年美國人口普查，該鎮的總面積為48.26平方英里（125.0平方），其中土地面積47.83平方英里（123.9平方），水域面積為0.43平方英里（1.1平方）。